# Tony Kaltack
Tony Kaltak (Port Vila, 5 settembre 1996) è un calciatore vanuatuano, attaccante degli Erakor Golden Star.

## Carriera

### Club
Ha giocato nel campionato vanuatuano, in quello di Figi ed in quello delle Isole Salomone.

### Nazionale
Nel 2011 ha partecipato al campionato oceaniano Under-17, nel quale ha anche segnato 2 reti.
Ha esordito in nazionale nel 2016, partecipando alla Coppa d'Oceania dello stesso anno.

## Palmarès

### Club

#### Competizioni nazionali
- Telekom S-League: 1

Solomon Warriors: 2019-2020